# مريم فوجت
مريم فوجت (بالألمانية: Miriam Vogt)‏ (و. 1967  م) هي متزحلقة ألمانية، ولدت في شتارنبرغ، شاركت في الألعاب الأولمبية الشتوية 1994، والألعاب الأولمبية الشتوية 1992.

## جوائز
حصلت على جوائز منها:
- وسام الاستحقاق البافاري.

## روابط خارجية
- مريم فوجت على موقع الاتحاد الدولي للتزلج (التزلج على المنحدرات الثلجية) (الإنجليزية)
- مريم فوجت على موقع أوليمبيديا (الإنجليزية)